# Desa Beraban (administrativ by i Indonesien, lat -8,61, long 115,10)
Desa Beraban är en administrativ by i Indonesien.   Den ligger i provinsen Provinsi Bali, i den sydvästra delen av landet, 900 km öster om huvudstaden Jakarta. Desa Beraban ligger på ön Bali.